# Ротино
Ротино (на македонска литературна норма: Ротино) е село в община Битоля на Северна Македония.

## География
Селото се намира на 1020 m надморска височина в планината Баба, на 10 km северозападно от Битоля. Землището на селото е част от Цапарското поле. Южно от селото е манастирът „Свети Илия“ и Ротинското езеро.

## История
Местна легенда твърди, че селото е основано от човек на име Коте и затова получило името Котино, което по-късно се променило в Ротино.
В XIX век Ротино е чисто българско село в Битолска кааза на Османската империя. Енорийската църква „Свети Никола Долни“ е от 1870 година. Гробищната църква е „Свети Никола Горни“.
Според статистиката на Васил Кънчов („Македония. Етнография и статистика“) от 1900 година Роотино има 400 жители, всички българи християни.
На Етнографската карта на Битолския вилает на Картографския институт в София от 1901 година Ротино е чисто българско село в Битолската каза на Битолския санджак с 42 къщи.
Цялото население на селото е гъркоманско под върховенството на Цариградската патриаршия. По данни на секретаря на Българската екзархия Димитър Мишев („La Macédoine et sa Population Chrétienne“) в 1905 година в Реотино има 400 българи патриаршисти гъркомани.
В 1961 година селото има 573 жители. Населението се изселва в Битоля, Скопие, отвъдокеанските страни и Европа.
Според преброяването от 2002 година селото има 113 жители, всички северномакедонци.
| Националност     | Всичко |
| северномакедонци | 113    |
| албанци          | 0      |
| турци            | 0      |
| роми             | 0      |
| власи            | 0      |
| сърби            | 0      |
| бошняци          | 0      |
| други            | 0      |